# Andreas Bergström
Andreas Bergström, właśc. Kjell Andreas Bergström (ur. 27 sierpnia 1978 w Kroken) – szwedzki żużlowiec.
Złoty medalista indywidualnych mistrzostw Szwecji młodzików (1994). Wielokrotny finalista młodzieżowych indywidualnych mistrzostw Szwecji (najlepszy wynik: Norrköping 1999 – IV miejsce). Dwukrotny finalista indywidualnych mistrzostw Szwecji (Vetlanda 2005 – XIII miejsce, Kumla 2007 – XIII miejsce). Finalista mistrzostw Szwecji par klubowych (2003 – VI miejsce). Dwukrotny medalista drużynowych mistrzostw Szwecji: złoty (2000) oraz srebrny (1999).
Reprezentant Szwecji na arenie międzynarodowej. Finalista nieoficjalnych indywidualnych mistrzostw Europy juniorów (Wrocław 1997 – VII miejsce). 
W lidze szwedzkiej reprezentował barwy klubów: Masarna Avesta (1997–2000, 2008–2011), Ulvarna Norrköping (2001), (2001), Piraterna Motala (2001), Vargarna Norrköping (2001–2003, 2005–2007), Bysarna Visby (2002), Getingarna Sztokholm (2003–2004, 2006), Korparna Uddevalla (2003), Ornarna Mariestad (2008), Gasarna Avesta (2009)–2010) oraz Rosgasarna Hallstavik (2011), natomiast w brytyjskiej – Berwick Bandits (2006–2007).